# رابغ
رابغ هي محافظة سعودية والمركز الإداري لمحافظة رابغ التابعة لإمارة منطقة مكة المكرمة، تقع على الساحل الشرقي للبحر الأحمر، بين مدينتي جدة وينبع وتبعد عن جدة حوالي 140كم في اتجاه الشمال.

## السكان
يبلغ عدد سكان محافظة رابغ حسب إحصاء عام 1444هـ/ 2022م (112,383)نسمة، (73,725) نسمة منهم ذكور، و( 38,658) نسمة منهم إناث، وعدد السعوديين منهم (64,083) نسمة، وغير السعوديين (48,300) نسمة.

## التعليم
- فرع لجامعة الملك عبد العزيز، يحتوي بالوقت الحالي على كلية (الطب والجراحة، الهندسة، الحاسبات وتقنية المعلومات، الأعمال).
- كلية العلوم والآداب للطلاب والطالبات.
- أكاديمية أجنحة رابغ للطيران.
- العديد من المدارس الابتدائية والمتوسطة والثانوية للبنين والبنات.

## الرياضة
- يوجد بها نادي رياضي تحت مسمى نادي الانتصارالسعودي.